# Bactrocera tenuivittata
Bactrocera tenuivittata
 es una especie de insecto díptero que Tseng, Chen y Chu describieron científicamente por primera vez en 1992. Esta especie pertenece al género Bactrocera de la familia Tephritidae. Esta especie como plaga agrícola ha sido atacada por los agricultores en Taiwán.